# The Social Network Song (Oh Oh-Uh-Oh Oh)
The Social Network Song (Oh Oh-Uh-Oh Oh) (in origine intitolata Facebook Uh Oh Oh) è una canzone della cantante sammarinese Valentina Monetta. La canzone ha rappresentato San Marino all'Eurovision Song Contest 2012 a Baku, in Azerbaigian.
Il pezzo viene presentato il 16 marzo 2012 tramite uno speciale in onda su San Marino RTV con il titolo di Facebook Uh Oh Oh. Il brano scritto da Ralph Siegel, Timothy Touchton e José Santana Rodriguez, attira ben presto molta attenzione dagli appassionati della manifestazione.
Il 18 marzo l'Unione europea di radiodiffusione dichiara la non ammissibilità del pezzo alla manifestazione poiché il regolamento vieta messaggi pubblicitari espliciti nelle canzoni (e Facebook viene considerato come tale). Quindi viene data la possibilità a San Marino di presentare un nuovo pezzo o una versione modificata del pezzo entro il 23 marzo.
Il 23 marzo viene ufficialmente pubblicata la versione definitiva del pezzo, intitolata The Social Network Song (Oh Oh-Uh-Oh Oh).
Il 10 aprile e l'11 maggio vengono rispettivamente pubblicati in digitale due EP contenenti i remix di entrambe le versioni della canzone.
La canzone viene presentata durante la prima semifinale del 22 maggio e finisce al quattordicesimo posto con 31 punti. Nonostante il pezzo non sia riuscito a raggiungere la finale, ottiene il miglior risultato mai ottenuto dalla Repubblica di San Marino all'Eurovision fino a quel momento.

## Tracce
- The Social Network Song (Oh Oh-Uh-Oh Oh) - Download digitale[5]

1. The Social Network Song (Oh Oh-Uh-Oh Oh) – 3:00
2. I'll Follow the Sunshine - 2:54
3. The Social Network Song (Oh Oh-Uh-Oh Oh) [Euro-Club-Version] - 5:36
4. The Social Network Song (Oh Oh-Uh-Oh Oh) [Karaoke-Version] - 3:00

- Facebook Uh Oh Oh - Download digitale[6]

1. Facebook Uh Oh Oh – 3:00
2. I'll Follow the Sunshine - 2:54
3. Facebook Uh Oh Oh [Euro-Club Version] - 5:37
4. Facebook Uh Oh Oh [Karaoke-Version] - 3:00

- The Social Network Song (Oh Oh-uh-oh Oh) [Club Remixes] - EP[7]

1. The Social Network Song (Oh Oh-uh-oh Oh) [Club Remix] – 6:37
2. The Social Network Song (Oh Oh-uh-oh Oh) [Baltic Club Mix] – 4:35
3. The Social Network Song (Oh Oh-uh-oh Oh) [Baltic Club Mix Radio Edit] – 3:15
4. The Social Network Song (Oh Oh-uh-oh Oh) [Club Mix] – 4:20
5. The Social Network Song (Oh Oh-uh-oh Oh) [Club Mix Radio Edit] – 3:22

- Facebook Uh Oh Oh (Club Remixes Versions) - EP[8]

1. Facebook Uh Oh Oh (Club-Remix) – 6:37
2. Facebook Uh Oh Oh (Baltic Club Mix) – 4:35
3. Facebook Uh Oh Oh (Baltic Club Mix-Radio Edit] – 3:15
4. Facebook Uh Oh Oh (Club Mix) – 4:20
5. Facebook Uh Oh Oh (Club Mix-Radio Edit) – 3:22